# Grgur iz Toursa
Sveti Grgur iz Toursa  (Clermont, 30. studenoga 538. – Tours, 17. studenoga 594.), kršćanski svetac i povjesničar.

## Životopis
Pravim je imenom bio Grgur Florentije. Rodom je bio iz obitelji rimskih senatora. U Crkvenim strukturama je dobio mjesto na području današnje Francuske. 573. je postao biskupom grada Toursa. Početnih razdoblja dinastije Merovinga bio je utjecajnim na odluke franačkih kraljeva. Dao je sagraditi baziliku koja je posvećena njegovom prethodniku sv. Martinu, o čijem je radu pisao (Vita sancti Martini ).Zabilježio je da je pokorničko vrijeme razdoblje od od dana sv. Martina (11. studenoga) do Božića te je još govorio o tri posna dana u tjednu.
Pisac je knjiga, a za kulturu je važan i kao prevoditelj. Pisao je o mučeništvu sv. Hermenegilda, zapadnogotskog kralja i mučenika. Povjesničarima je i danas glavnim izvorom desetljeća dok su vladali Merovinzi. Od napisanih djela najvažnije je njegovo djelo Historia Francorum. Historia Francorum je nadahnula Bedu Časnog napisati Historia ecclesiastica gentis Anglorum.

## Djela
- Decem libri historiarum
- Septem libri miraculorum
- Historia Francorum (Gesta Francorum, Chronicae)
- In Gloria confessorum
- Vita Patrum
- De cursu stellarum

Izgubljen je njegov rad In psalterii tractatu librum unum.
U djelu "Decem libri historiarum" se radi o jednoj kršćanskoj sveopćoj povijesti. Grgurova namjera bila je prikazati povijest ukupne Crkve s eshatološkog gledišta, od nastanku svijeta do franačkih kraljeva 6. stoljeća. Prva knjiga franačke povijesti pokriva vrijeme do smrti sv. Martina 397., druga knjiga opisuje vrijeme do smrti kralja Klodviga I. Četvrtom knjigom stiže do svog vremena. Svršetak je usmrćenjem kralja Sigiberta I. Preostalih šest knjiga se bave daljnjom povijesti sve do ljeta 591. godine. Na zaključku Grgurj je stavio vlastiti životopis s prikazom vlastitih radova. Historiae su pisane u nizu. Prve četiri napisao je oko 575. ili u bliskoj budućnosti poslije. Moguće je da ih je naknado dorađivao, a preostalih šest knjiga napisao je poslije.
Spomendan mu je 17. studenoga.

## Poveznice
- Sveti Martin
- Perpetuo iz Toursa